# Margriet Huisman
Margriet Huisman (Arnhem, 20 december 1983) is een Nederlands squashspeelster.
Ze won samen met Orla Noom, Annelize Naudé en Vanessa Atkinson in 2010 het Europees kampioenschap voor vrouwen in Aix-en-Provence. Op 1 februari 2011 maakte ze bekend vanwege aanhoudende blessures te stoppen.